# Haptoglobină
Haptoglobina este o proteină serică. Face parte din fracțiunea serică a alfa 2-globulinelor. Valorile normale se situează între 0,3 - 2 grame/litru.
Haptoglobina are capacitatea de a fixa hemoglobina în caz de hemoliză intravasculară, nu permite filtrarea glomerulară a acesteia (complexul Hp-Hb - 220 kDa) e prea mare, nu e excretat de rinichi și e degradat în ficat. Din acest motiv haptoglobina scade în hemolizele acute, fiind utilă diagnosticului unei hemolize subclinice. Haptoglobina crește în sindroamele inflamatorii, acute sau cronice.